# Asberg
De Asberg is een heuvel in Stevoort, een fusiegemeente van Hasselt. Deze heuvel is naar alle waarschijnlijkheid een tumulus uit het einde van de Romeinse tijd. In de Middeleeuwen werd de tumulus omgebouwd tot motte.
Het opperhof van de Asberg is duidelijk te onderscheiden in het reliëf van het terrein. Ze is heden nog 5 à 6 meter hoog en heeft een ronde vorm met een diameter van 35 à 40 meter. De grachten zijn ook nog tamelijk duidelijk te bemerken. De buitenzijde van de gracht vertoont ophogingen die aan een oude wal doen denken.
De Asberg situeert zich in de paardenweides toebehorende aan (Raphäel) Raf Claeys, schrijver van ‘De Asberg en zijn laatste bewoner’.

## Romeinse Tumulus

### Begraafplaats
De Romeinen legden typisch hun gemeenschappelijke begraafplaatsen landinwaarts aan. Gevangenen en slaven moesten hiertoe een grote aarden grafheuvel aanleggen. Een tumulus werd gevormd. Het woord Asciburgium (Asberg) verwijst naar een Romeinse garnizoensplaats.
Volgens historicus H. Scheurmans zou de "Aschberg" een Romeinse tumulus kunnen zijn. Een tumulus is een begraafplaats waar vooral kinderen en vrouwen van belangrijke families begraven werden. Zo'n tumulus bakende dan een zone af die toebehoorde aan de familie van de dode die er begraven lag. Het lijk lag in een kist of als resterende assen na verbranding in een aarden urn.
Een andere aanneembare theorie voor deze tumulus, zou een begraafplaats voor gewone Romeinse soldaten zijn. Zoals reeds vermeld, werden de Romeinen in de derde en vierde eeuw van onze jaartelling in de Lage Landen regelmatig aangevallen door Germaanse stammen en door de Franken. De Demer en de Herk dienden lang als natuurlijke verdedigingslijn. Romeinen begroeven hun soldaten meestal op 1 leuga (ca. 2,2 kilometer) van hun slagveld. De Asberg van Stevoort komt hiervoor dus ook in aanmerking.
Deze historische link werd duidelijk tijdens de opgravingen ter hoogte van de KMO-zone Stevoort. Laatstgenoemde hypothese van "soldatentumulus" wint aan kracht door de archeologische opgravingen die in 1984 werden gedaan op de plaats waar heden het industrieterrein Cijnsbroek zich bevindt. Deze site, in de vallei van de waterloop de Herk, ligt op 1,5 kilometer van de Asberg.

### Nabij gevonden Romeinse restanten
Op de locatie waar nu het houtconstructiebedrijf Claeys en de firma Hafra zijn gevestigd, werden restanten van een houten gebouw, paalwoning of verdedigingsburcht aangetroffen. Het betreft een rechthoekig stuk, ongeveer 5 op 25 meter, rondom, om de drie meter afgezet met ronde palen met een diameter van ongeveer 12 centimeter. De restanten van deze palen waren duidelijk te onderscheiden in een vierkant kader, met de omliggende leemgrond. Ook overblijfselen van een houten drainagegracht werden gevonden. Deze gracht moest in een ruime boog zorgen dat het water van hogerop niet naar de paalconstructie vloeide, vooraleer het in de Herk uitmondde.
Er werd eveneens een cirkel ontdekt met een doorsnede van 8 à 10 meter, waar overal steenscherven lagen (die verder op het terrein niet te vinden waren). In het midden bevond zich een kleine plek waar stenen voorwerpen werden gekapt. Een belangstellende buur voor de archeologische graafwerken, kreeg een soort primitieve koordspanner (rechthoekig stenen blokje met gaten in), een silexbijl, scherven van vuurpotten en overblijfselen van een vaas. De wand van deze vaas was gemaakt van kleiachtige worstjes, die horizontaal in een cirkel op elkaar gelegd werden en alzo gebakken en versierd. Van bovengenoemde voorwerpen hadden de onderzoekers er meer dan voldoende. Er zijn ook aanwijzingen voor mogelijk een bepaalde ruilhandel. De roodbruine silex zou namelijk enkel te vinden zijn rond Tienen. Aan de Asberg werden gelijkaardige silexbijlen gevonden.

## Middeleeuwse Motte

### Betekenis
De Asberg-tumulus werd later (12de-14de eeuw) gebruikt voor het opzetten van een "motte". Het woord motte vinden we terug in een Frans woordenboek als zijnde een aardhoop. De toren op de motte kreeg in het Latijn de naam "turris" of "turris major"; hetgeen in het middeleeuws Vlaams "meesterstoren" werd genoemd.
Het is een houten verdediging waarin de plaatselijke bevolking zich kon terugtrekken. Ook kan men andere betekenissen aan de motte linken. Omdat "motte" wijst naar een burchtheer met zijn toren en woning, werd mogelijk het woord motte ook overdrachtelijk gebruikt om een hoeve te beduiden die aan de heer toebehoorde. Een motte vinden we op andere plaatsen en streken ook als een grote "molshoop" met een diameter tussen 20 en 110 meter en een vorm gaande van rond tot licht ovaal, in hoogte variërend van 2 tot 16 meter.

### Functies

#### Verdedigingsbouwwerken
In de middeleeuwen wilden de heren (grootgrondbezitters) hun bezit versterken door middel van bouwwerken, waarbij de verdedigbaarheid het hoofddoel was. In het midden van de 11de eeuw werden veel motten opgericht; dit met een duidelijke militaire- of verdedigingsfunctie. Het bood bescherming tegen "verdwaalde soldatengroepen", georganiseerde roversbendes, plunderaars en verkrachters.
In tegenstelling tot Wallonië, waar de heren kastelen in natuursteen op een rots bouwden, hadden de Vlaamse herenboeren geen natuursteen en evenmin rotsen. Daarom juist groef men cirkelvormige grachten waarbij men de aarde naar binnen legde. Hierdoor ontstond dan een heuvel waarna men op de top vaak een houten toren plaatste.
Wat betreft de Asberg: hier heeft men, om werk en moeite te sparen, en omwille van de goede ligging (waterdoorsteek), vermoedelijk gebruik gemaakt van een tien eeuwen oude tumulus, om een motte te maken. Deze betreffende motte was niet groot en had vermoedelijk enkel lokaal strategisch belang.
Deze kunstmatige heuvel met steile zijwanden en omwatering werd voorzien van puntige palissades aan de waterlijn. Er stond een versterkte houten toren in het midden. De heuvel en toren samen, worden "donjon" genoemd. In de schaduw van dit verdedigingswerk kwamen dan de boerderijen te liggen.
Typisch voor Limburg is dat de motten in een beekvallei gesitueerd zijn. De beek bevoorraadde de ringgrachten rond de motte zelf. Vaak werden hiervoor dammen in de beek gebouwd. Een dergelijke ringgracht had geen enkele zin bij een Romeinse begraafplaats en werd ook niet aangelegd. Maar dus in die tijd heeft men de Asberg voorzien van een omwalling met een doorsteek van water van de achterliggende Wijerbeek.

#### Statussymboolfunctie
De motten die vanaf de veertiende eeuw werden opgericht (of nog bestonden van vroeger) hadden meestal een statussymboolfunctie. Het militaire aspect verviel stilaan.

#### Schouwborgwinning
Mothoeve betekent dan: herenhoeve. Verwijzend naar de burchtheer; aan de overkant van de beek, aansluitend ter hoogte van de Asberg, stond in die tijd een klein kasteeltje.
Mothoeven waren grote hoeven, dikwijls met watermolens en gewoon benoemt als "Mot": verwijzend naar motte. Hier ook terug te vinden op 900 meter van de Asberg, achter de Schansstraat in Wijer.
Uit hetzelfde boek weten we dat naast de Asberg, aan de overkant van de Weyerbeek, een kasteeltje of herenwoning zou gestaan hebben. Tevens werd vermeld dat in de diepte van de beek een versterking werd opgericht op de Romeinse tumulus, die nu de Asberg heet. Ook dat de op 300 meter ten zuiden gelegen Schouwborgwinning (vroeger geschreven Schauburg), een herenhoeve van de Asberg was.
Schauburg was een heerlijkheid van belang. Ze strekte zich uit in de dorpen Wijer, Kozen en Rummen. In de 14de eeuw was het dertig bunder groot. Nadien zou het in oppervlakte nog uitgebreid zijn. Op 20 november werd deze belangrijke heerlijkheid verheven naar de leenzaal van Kuringen.
De Schouwborgwinning was in die tijd een grote gesloten vierkantshoeve (waarvan heden nog een gedeelte van een vleugel bestaat). De rest van de hoeve werd afgebroken en de bouwmaterialen ten gelde gemaakt. Praktisch alle gronden werden verkocht. Op de overgebleven gronden vinden we nog twee waterpoelen. Hier werd in de Middeleeuwen de waterproef uitgevoerd. Bij de "waterproef" konden de gevangengenomen lijfeigenen vrij komen indien ze er in slaagden een onmogelijke opdracht uit te voeren. Volledig geboeid moesten ze proberen de vijver over te zwemmen. Dit alles tot vermaak van de "hoge heren". Voor onwillige vrouwen was er de afschrikking of uitvoering van de brandstapel. Het is niet geweten of de verderop gelegen schans van Wijer en Kasteel een historische band hebben met de Asberg.

### Materiaal
De materialen waaruit de mottentorens opgetrokken werden, bestonden vaak uit hout: houten palen met houtvlechtwerk en planken, bewerkt met leem. (Restanten Cijnsbroek in Stevoort op 1500 meter). Soms werden natuursteenelementen teruggevonden.
De toren op de Asberg was vermoedelijk een houten toren. Opgravingen en terugvinden van verkoolde resten op de motte ten gevolge van een vernieling door brand van de toren, staven dit vermoeden. Steenachtig materiaal werd niet gevonden.
In het geschiedkundig boek "Middeleeuwse burchten" van A. Claassen vinden we de naam Asberg - geschreven Aschberg - verwijzingen naar resterende assen van verbrande lijken in houten kisten. De naam kan echter ook verband houden of zijn oorsprong vinden bij de verbrande toren op de berg.

## Latere feiten
De Asberg en de omliggende gronden waren tot het einde 18e-19e eeuw begroeid met loofbomen.
De later begroeiing van de Asberg en omgeving bestond hoofdzakelijk uit eiken bomen. In de periode van De Groote Oorlog werd hiervan echter veel gekapt.
De eerste militaire luchtfoto's werden genomen in 1914 door het Duitse leger bij de Slag der Zilveren Helmen van Halen. Dacht men aan een ondergronds geheim verdedigingspunt?
Nadien werd de Asberg afgevlakt door een lokale landbouwer om zijn veestapel er te laten grazen.
In de jaren 70 van de vorige eeuw zijn studenten van de Universiteit Gent begonnen met archeologische opgravingen met de hand op de zijflank maar gestopt na een 10tal kubieke meter grondverplaatsing.
Later gebeurde echter een nieuwe aanplanting die door een hevige storm in augustus 2011 tegen de vlakte ging.

## Huidige situatie

### Locatie
De Asberg bevindt zich in Stevoort, een fusiegemeente van Hasselt. Het feit dat de Asberg juist op de grens ligt van Wijer (Nieuwerkerken), waarvan de Wijerbeek de grens vormt, bemoeilijkte de opzoekingen van historische gegevens. In oude boeken en geschriften van Wijer, werd er soms van uitgegaan dat de Asberg in Stevoort lag. In historische terugblikken van Stevoort, dacht men dat die in Wijer lag.
Stevoort behoorde vroeger bij het graafschap Loon en werd later afgestaan aan het klooster van Herckenrode. De plaats was door de waterloop de Herck, verdeeld in groot en klein Stevoort. Groot Stevoort, ten zuiden, volgde de Luikse gebruiken. Klein Stevoort, ten noorden, volgde de Loonse gewoonten.
De tumulus of motte van Stevoort bevindt zich in het zuidwestelijke deel van de gemeente. Het opperhof is duidelijk te onderscheiden in het reliëf van het terrein. Ze is heden nog 5 à 6 meter hoog en heeft een ronde vorm met een diameter van 35 à 40 meter. De grachten zijn ook nog tamelijk duidelijk te bemerken. De buitenzijde van de gracht vertoont ophogingen die aan een oude wal doen denken.
De tumulus of motte bevindt zich in de paardenweiden, toebehorende aan Claeys R. Vanaf de Jannestraat, kan men over de landbouwgronden en weiden de betreffende site bereiken. De oude ringgracht rond de Asberg is meestal geheel of gedeeltelijk gevuld met water. Ongeveer 20 meter ten westen van het opperhof, stroomt de Wijerbeek (in de volksmond: de Winterbeek).

### Huidige toestand
Dat de Asberg van Stevoort uit de Romeinse tijd niet is zoals heden ten dage, is een vaststaand feit. Volgens de huidige nog zichtbare contouren heeft de Asberg een omwalling gehad met een diameter van ca. 10 m en een diepte van ca. 5 m. De trechtervormige aftakking van de hoger opstromende beek (zuidkant), diende om deze omwalling te ondersteunen. Er was geen leegloopgracht. Het water bleef geblokkeerd rond de Asberg.
Rond zo een motte bevindt zich meestal een ringgracht die ook in afmetingen kan variëren. In de loop der eeuwen, na het verval van de motte, werd de "aardhoop" meestal kleiner en kwam de aarde in de ringgracht terecht, die aldus minder diep en smaller werd.
De huidige afmetingen van deze "aardhoop" zijn vaak gehalveerd ten opzichte van hun oorspronkelijke afmetingen. Dit is te wijten aan gedane afgravingen ten voordele van landbouwers en/of kleiontginningen voor steenbakkerijen. (Wat met zekerheid ook gebeurde met de Asberg - Firma Kumpen vóór Wereldoorlog II om kleikuilen op te vullen). De erosie en het beloop van dieren hebben in bepaalde gevallen ook een invloed gehad.
Momenteel is er loofboom begroeiing, deels spontaan maar hoofdzakelijk aangeplant. De Asberg ligt verborgen in het landschap, is moeilijk te bereiken en niet openbaar toegankelijk. In de zomer zijn afspraken wel mogelijk.

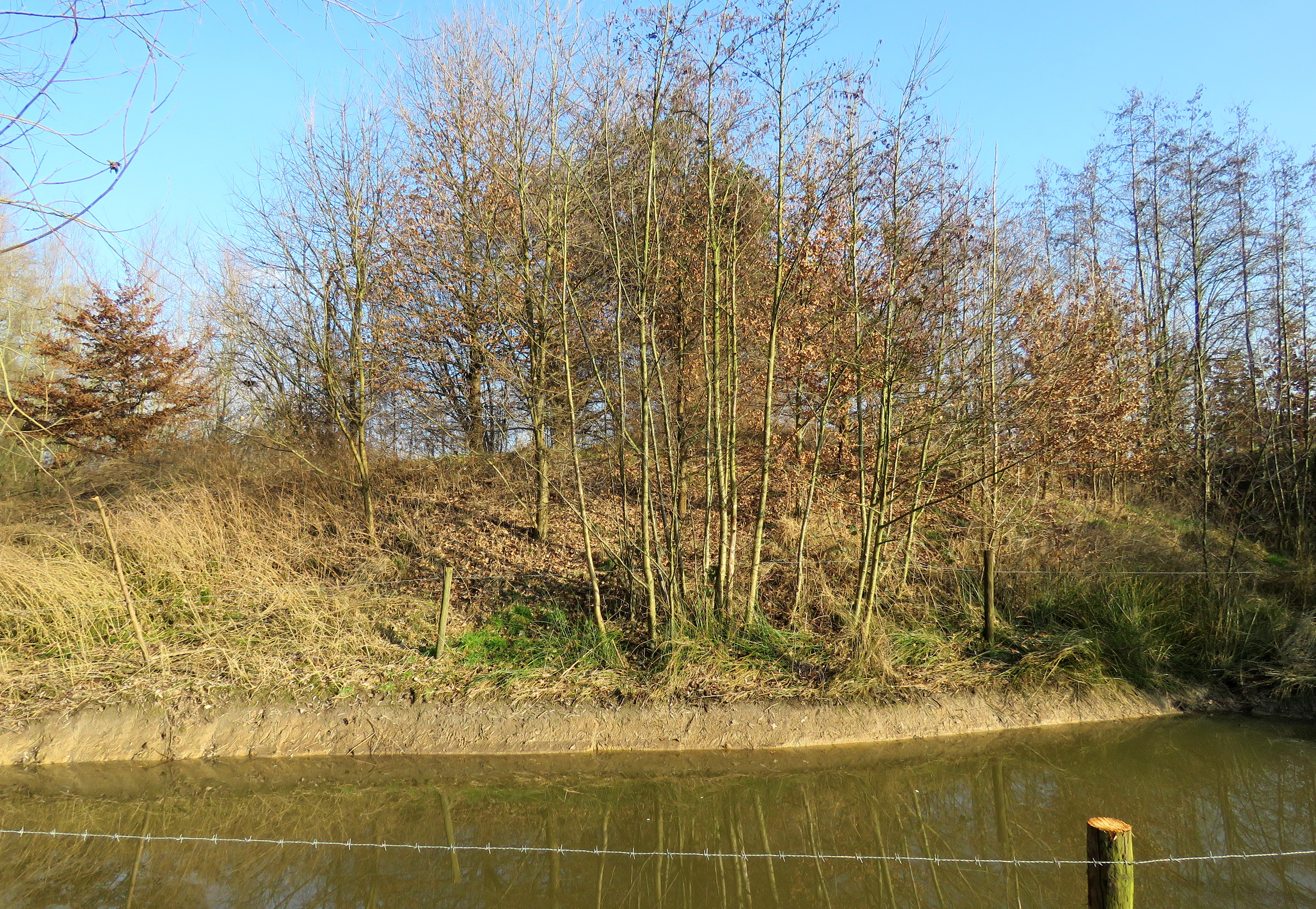
Asberg motte